# روزاريو أوريغو
روزاريو أوريغو كاستانيدا (Rosario Orrego)  هي روائية و محررة و شاعرة و مربية تشيلية ولدت عام 1834 وتوفيت في 21 مايو 1879، ومعروفة أيضا باسم روزاريو أوريغو دي أوريبي، وروزاريو أوريغو دي تشاكون، واسمها المستعار في الكتابة Una Madre أونا مادري، .وهي تعتبر أول روائية في تشيلي، وهي رائدة في المجال الشعري في تشيلي، وأحد رواد الأدب النسائي في أمريكا اللاتينية.
بدأت حياتها الأدبية كمحررة في جريدة لا سيمانا وأسست مجلة فالبارايسوValparaíso في عام 1873، والتي ساهم فيها ثلاثة من أولادها أيضا.
وكانت أيضا أول امرأة تنضم إلى أكاديمية أدبية: أكاديميا دي لاس بيلاس ليتراسde las Bellas Letras في سانتياغو، التي شكلتها في منتصف القرن التاسع عشر النخبة الفكرية التشيلية.

## السيرة الذاتية
هي ابنة مانويل أندريس أوريغو وروزاريو كاستانيدا، ولدت روزاريو أوريغو مونوز في مدينة كوبيابو في عام 1834.في معظم حياتها أقامت في فالبارايسو، حيث انتقلت في عام 1853 بعد مرض زوجها الأول.
تزوجت من زوجها الأول عندما كانت في الرابعة عشرة من العمر. كان لديهم خمسة أطفال، من بينهم الكاتبة أنجيلا أوريبي دي ألكالد، لويس أوريبي أوريغو، وريجينا أوريغو أوريبي التي كانت أول امرأة في تشيلي تحصل على لقب باشيليراتو في العلوم الإنسانية.
بعد أن ترملت، تزوجت القانوني والصحفي، والكاتب جاسينتو تشاكون باريوس في عام 1874.

## اصدراتها الأدبية
روزاريو أوريغو كانت لها مكانة متميزة في مجال الكتابة التشيلية خلال النصف الثاني من القرن التاسع عشر، وبالإضافة إلى ذلك، شاركت في عدة منظمات أدبية وخيرية تعزز حقوق المرأة. في هذا الصدد، وفي ذلك الوقت أوضحت نواياها القوية وحملاتها لتوسيع تعليم النساء، فضلا عن روح التضامن القوية تجاه الفقراء.
كتبت في العديد من المجلات والصحف طوال حياتها، من بينها لا ريفيستا ديل بوبليكو، و Sud-América،و شيلينا، ولا سيمانا، وريفيستا ديل باسيفيكو التي أسستها مع زوجها الثاني، جاسينتو تشاكون. وفي عام 1873 قامت بتأسيس وتحرير مجلة فالبارايسو.
في عام 1872،خوسيه فيكتورينو لاستاريا اختارها عضو شرف في أكاديمية الفنون الجميلة في سانتياغو، مما جعلها أول امرأة في تاريخ تشيلي تنظم إلى منظمة بهده المكانة .

### روايات
- روايتها الأولى Alberto el jugador ،نشرت عام 1860في ريستا ديل باسيكو.
- روايتها الثانية بعنوان Los busca vidas نشرت في 1862.
- في عام 1870 نشرت رواية Teresa، رواية رومانسية مع إيحاءات سياسية ؛في الأيام الأولى من استقلال تشيلي و "يكسر المعايير التقليدية لموضوع المرأة في الأدب التشيلي في القرن 19.

بهذ الثلاثية تحولت روزاريو أوريغو إلى واحدة من رواد الرواية الأمريكية من أصل اسباني، جنبا إلى جنب مع خوانا مانسو، ومرسيدس مارين، وغيرتروديس غوميز دي أفيلانيدا، وجوليا لوبيز دي ألميدا، وكلوريندا ماتو دى ترنر، وجوانا مانويلا غورريتي، ومرسيدس كابيلو دي كاربونيرا، وغيرهن....

## الشعر
كما أنها غامرت وكتبت في الشعر، وكانت لها العديد من المساهمات لمجلة لا سيمانا، التي كتبت باسم مستعار "أونا مادرUna Madre
واستمرت هذه السرية لمدة أربعة عشر عاما، حتى عام 1872 بناء على تحفيز من صديقاتها ومحرراتها، اختارت أن توقع الأعمال باسمها جنبا إلى جنب مع كتاب مثل ؛مرسيدس مارين ونيكولاسا مونت دي مارامبيو، وتعتبر أوريغو أحد رواد الشعر النسائي في تشيلي.

## الصحافة
في عام 1873 أسست أوريغو مجلة فالبارايسو، صحيفة نصف أسبوعية مخصصة للفنون والرسائل والعلوم. نشرت قي الصحفية مع أطفالها ريجينا ولويس ولورا. نشرت في هذه المجلة روايتها الثالثة، تيريزا. [2] وبالنسبة لعملها في الصحافة، فإنها تعتبر شخصية ريادية هامة في تطوير الصحافة في شيلي.